# Stephanopis furcillata
Stephanopis furcillata là một loài nhện trong họ Thomisidae.
Loài này thuộc chi Stephanopis. Stephanopis furcillata được Eugen von Keyserling miêu tả năm 1880.